# Baron Sudeley
Baron Sudeley ist ein erblicher britischer Adelstitel, der zweimal in der Peerage of England und einmal in der Peerage of the United Kingdom verliehen wurde.

## Verleihungen
Erstmals wurde der Titel am 29. Dezember 1299 als Barony by writ für John de Sudeley, Burgherr von Sudeley Castle in Gloucestershire, geschaffen, indem dieser durch Writ of Summons ins königliche Parlament einberufen wurde. Als sein Urenkel, der 3. Baron, am 11. August 1367 kinderlos starb, fiel der Titel in Abeyance zwischen dessen Schwestern Joan Boteler († 1367) und Margery Massey († 1379) und fiel beim kinderlosen Tod der letzteren am 14. Mai 1379 de iure an den einzigen Sohn der ersteren als 4. Baron. Er und seine beiden älteren Söhne, der de iure 5. und 6. Baron, erwirkten jedoch nie eine formell wirksame Anerkennung des Titels und wurden nie in Parlament geladen. Sein jüngster Sohn, der de iure 7. Baron, war Lord Chamberlain of the Household und wurde am 10. September 1441 durch Letters Patent in zweiter Verleihung in der Peerage of England erneut zum Baron Sudeley erhoben. Als er am 2. Mai 1473 ebenfalls kinderlos starb, erlosch der Baronstitel von 1441 und der Titel von 1299 fiel in Abeyance zwischen den Nachkommen seiner einzigen Schwester Elizabeth.

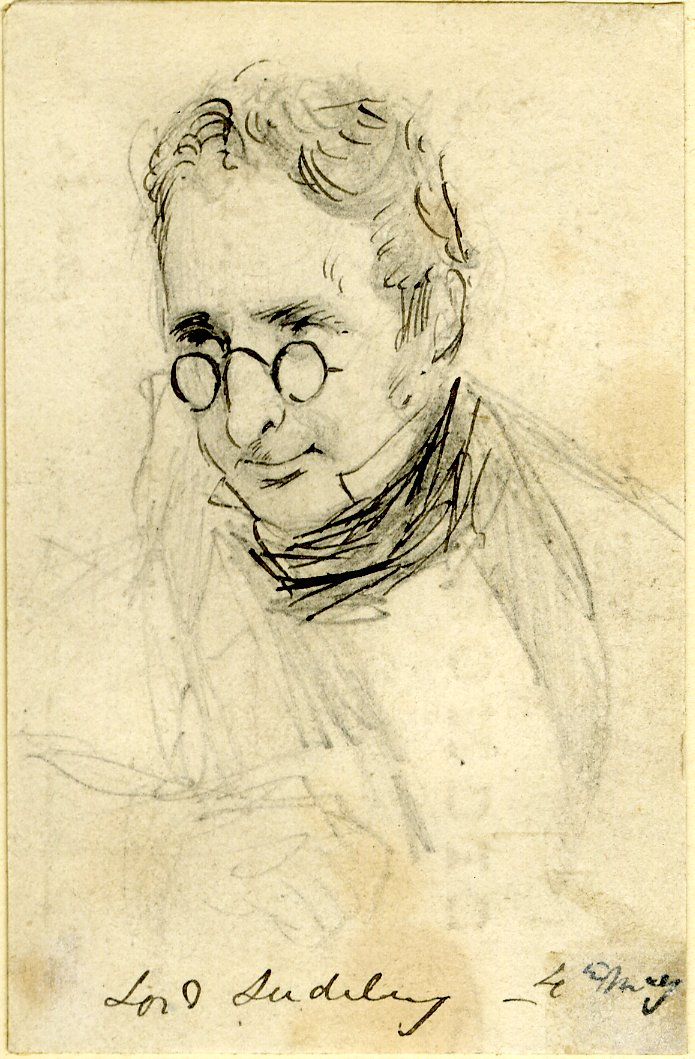
Charles Hanbury-Tracy, 1. Baron Sudeley

Am 12. Juli 1838 wurde in dritter Verleihung der Titel Baron Sudeley, of Toddington in the County of Gloucester, in der Peerage of the United Kingdom für Charles Hanbury-Tracy neu geschaffen. Heutiger Titelinhaber ist seit 2022 Nicholas Hanbury-Tracy als 8. Baron.

## Liste der Barone Sudeley

### Barone Sudeley, erste und zweite Verleihung (1299; 1441)
- John de Sudeley, 1. Baron Sudeley (um 1257–1336)
- John de Sudeley, 2. Baron Sudeley († 1340)
- John de Sudeley, 3. Baron Sudeley (um 1337–1367) (Titel abeyant 1367)
- Thomas Boteler, de iure 4. Baron Sudeley (1355–1398) (Abeyance de iure beendet 1379)
- John Boteler, de iure 5. Baron Sudeley († 1410)
- William Boteler, de iure 6. Baron Sudeley († 1417)
- Ralph Boteler, de iure 7. Baron Sudeley, 1. Baron Sudeley (1389–1473)

### Barone Sudeley, dritte Verleihung (1838)
- Charles Hanbury-Tracy, 1. Baron Sudeley (1778–1858)
- Thomas Hanbury-Tracy, 2. Baron Sudeley (1801–1863)
- Sudeley Hanbury-Tracy, 3. Baron Sudeley (1837–1877)
- Charles Hanbury-Tracy, 4. Baron Sudeley (1840–1922)
- William Hanbury-Tracy, 5. Baron Sudeley (1870–1932)
- Richard Hanbury-Tracy, 6. Baron Sudeley (1911–1941)
- Merlin Hanbury-Tracy, 7. Baron Sudeley (1939–2022)
- Nicholas Hanbury-Tracy, 8. Baron Sudeley (* 1959)

Voraussichtlicher Titelerbe (Heir Presumptive) ist der Halbbruder des aktuellen Titelinhabers, Timothy Hanbury-Tracy (* 1968).